# Viborgs slott

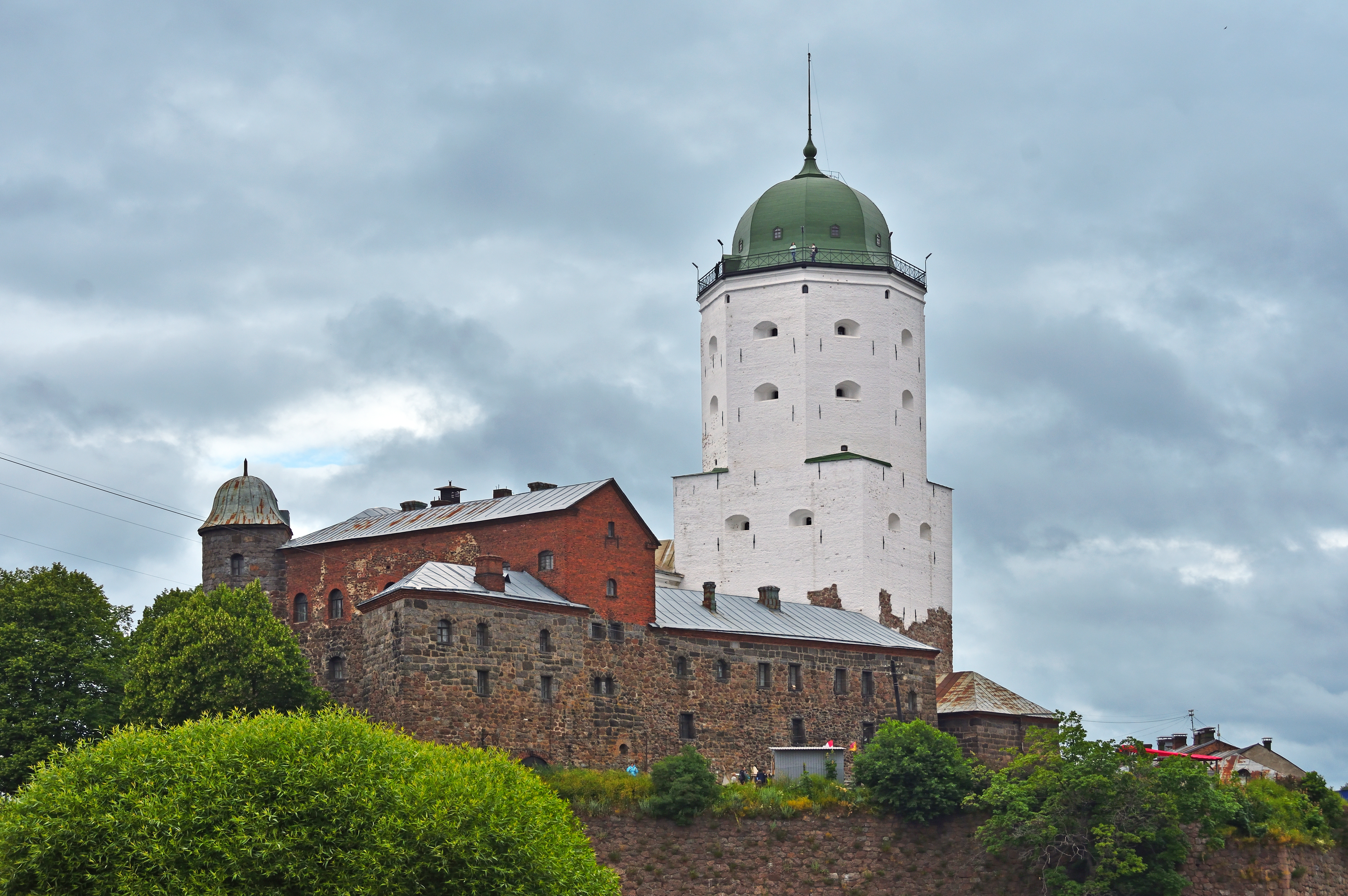
Viborgs slott

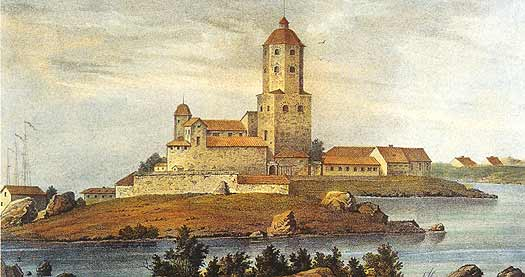
Viborgs slott 1840

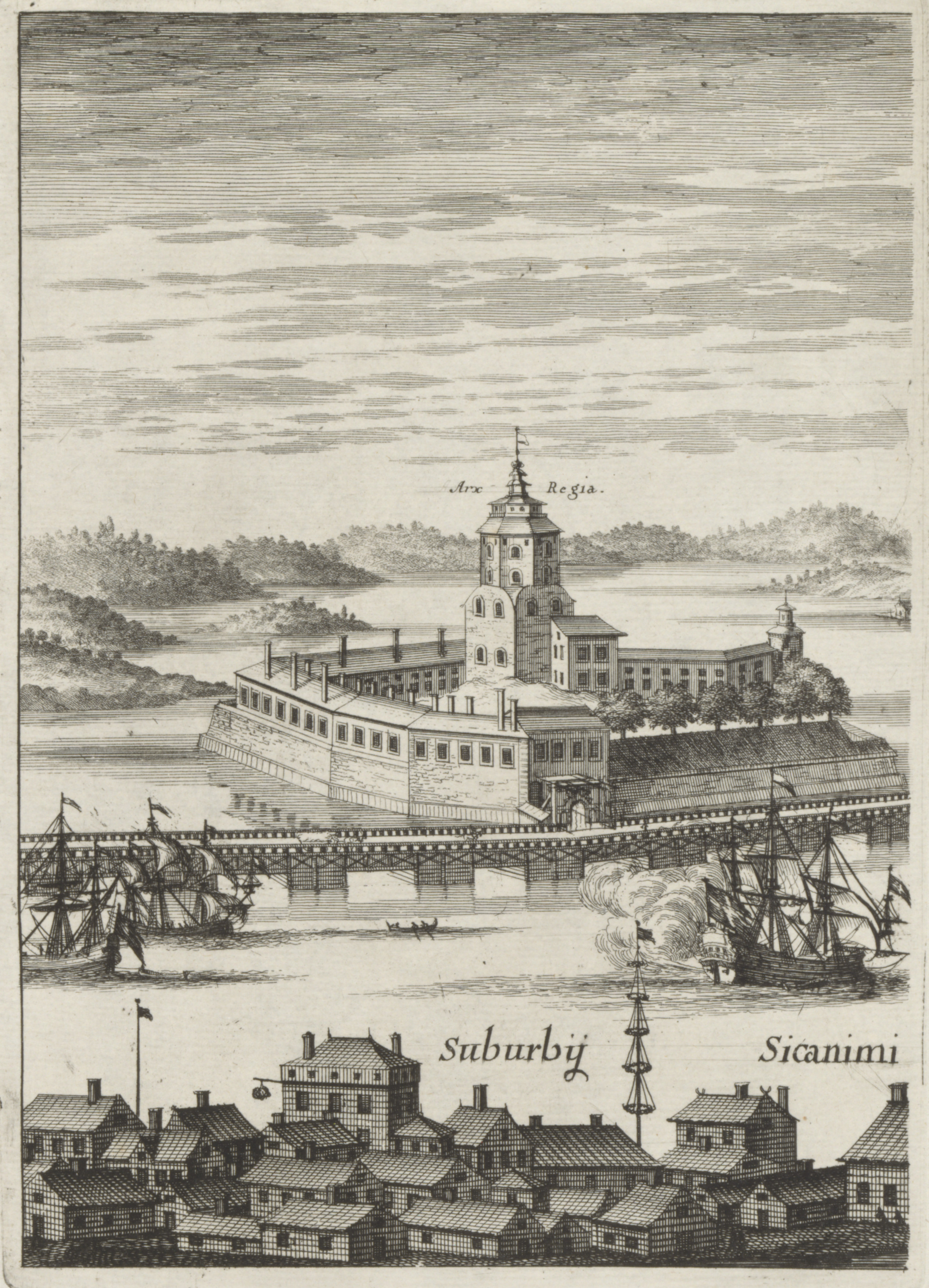
Viborgs slott

Viborgs slott (ryska: Выборгский замок, Vyborgskij zamok; finska: Viipurin linna) är en borg belägen i staden Viborg på Karelska näset i Ryssland. Borgen grundades 1293 av den svenske riksföreståndaren Torgils Knutsson. Byggandet påbörjades vid tiden för Torgils Knutssons härnadståg mot Ryssland, på en liten holme i innersta hörnet av Viborgska viken.

## Slottets historia under medeltiden
Viborgs slott blev stödjepunkten för svenska väldet i dessa trakter och under århundraden rikets förnämsta värn emot Ryssland; det var under den senare medeltiden rikets förnämsta fästning näst Stockholm. Bland de mäktige hövitsmän, genom sin administrativa myndighet och avståndet från huvudstaden nästan oberoende, som innehade Viborgs slott, må nämnas Bo Jonsson (Grip), Krister Nilsson (Vasa) (1417–1442), Karl Knutsson (Bonde) (1442–1448), före sin tronbestigning, Erik Axelsson (Tott) (1457–1481), Knut Jönsson Posse (1495–1497), som tillbakaslog ryssarnas stormning 30 november 1495 och blivit ryktbar för den Viborgska smällen, och Sten Sture den äldre (1497–1499).

## Slottets historia 1521–1918

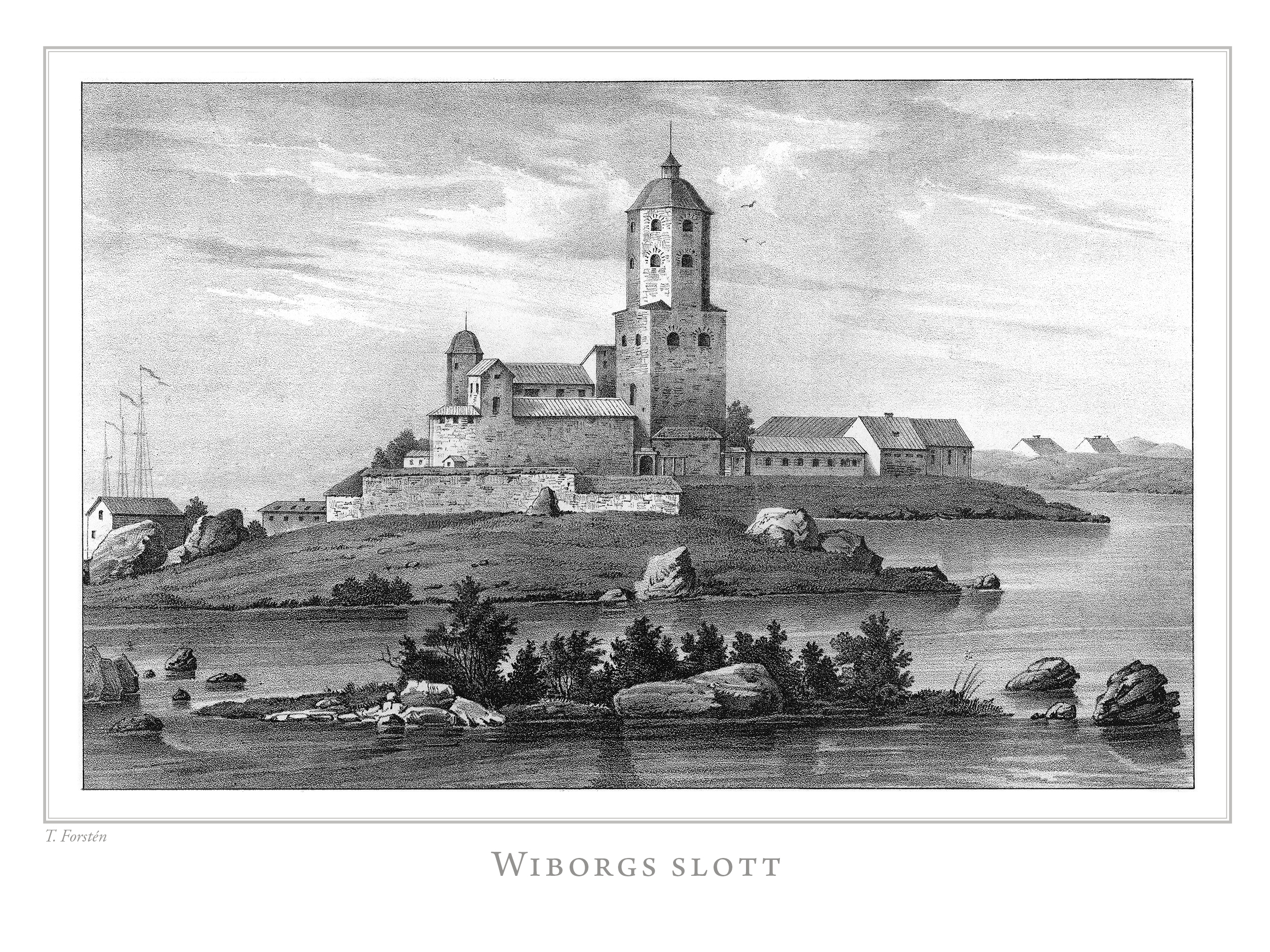
Litografi i Finland framstäldt i teckningar utgiven 1845-1852.

Tott torde ha uppbyggt en del av slottsvåningarna. Den större omsorg, som alltmer ägnades staden Viborgs befästande, minskade slottets betydelse, ehuru visserligen under Gustav Vasas, Erik XIV:s och Johan III:s regeringar stora ansträngningar gjordes för dess försättande i gott skick. Men redan på 1600-talet skildras det i både officiella och enskilda skrivelser såsom tämligen förfallet, och kom senare att drabbas av eldsvådor och vanvård, till att bli en imponerande, delvis väl bibehållen ruin. Efter Viborgs intagande under Stora ofreden ägdes slottet till 1918 av ryska militärstyrelsen, även om det med staden Viborg efter 1812 var en del av storfurstendömet Finland.

## Slottets arkitektur
Byggnadsformen är en irreguljär fyrhörning, avsmalnande något i längdriktningen, mot s. ö. Mitt över den längre kortväggen, den mot n. v., samt framspringande något från dess grundlinje, reser sig det väldiga Sankt Olofstornet, slottets fastaste del, vilket med flera våningars höjd överskjuter den övriga slottsbyggnaden och upptill slutar åttkantigt. Framför S:t Olofstornet samt nedanför den branta backe, varpå tornet och slottsbyggnaden ligga, utbredde sig mot nordväst förborgen, omsluten parallellt med strandens kroklinje av höga fästnings- och magasinsmurar. 
Runtom slottet och förgården löpte utmed stranden den nästan brant i sjön stupande vallen. Själva slottsbyggnaden höjde sig genom 3-4 våningar och hade på sin sydöstliga och sydvästliga fasad tre utbyggnader, av vilka det i slottets södra hörn belägna runda tornet är särskilt anmärkningsvärt såväl för de i detsamma befintliga rummens vackra stjärnvalv som för de avbildningar av Tottska och Stureska vapnen, vilka där varit förefintliga och ända till senaste tid berättat om slottets byggnads- och forntid.